# Patty Jenkins
Patricia Lea (Patty) Jenkins (Victorville, 23 juli 1971) is een Amerikaanse filmregisseur en scenarioschrijfster.

## Biografie

### Jeugd
Patty Jenkins werd in 1971 geboren op de George Air Force Base in Victorville. Haar vader was een F4-gevechtspiloot. Voor zijn dienstjaren tijdens de Vietnamoorlog ontving hij de Silver Star. Ze heeft twee zussen, Elaine en Jessica. Haar jongere zus Jessica was haar assistente tijdens de productie van Monster (2003). Langs vaderszijde is ze ook familie van gewezen acteur Richard Burton (haar vader en Burton hadden dezelfde overgrootouders).
In de eerste zes jaar van haar leven woonde Jenkins in vijftien verschillende landen. Later ging ze naar de AFI Conservatory in Los Angeles. In 1993 studeerde ze af aan de Cooper Union for the Advancement of Science and Art.

### Carrière
In 2001 startte Jenkins haar carrière als regisseur en scenariste met de korte films Velocity Rules en Just Drive. Twee jaar later schreef en regisseerde ze met Monster haar eerste langspeelfilm. De prent was gebaseerd op het leven van seriemoordenares Aileen Wuornos. Actrice Charlize Theron won voor haar hoofdrol in de film een Oscar.
Na haar debuutfilm werkte Jenkins mee aan verscheidene tv-projecten. In 2004 regisseerde ze een aflevering van de komische serie Arrested Development. Twee jaar later werkte ze ook mee aan twee afleveringen van Entourage en in 2011 regisseerde Jenkins de pilot van The Killing, de Amerikaanse versie van de gelijknamige Deense misdaadserie. Voor die laatste aflevering werd Jenkins in 2011 genomineerd voor een Emmy Award. Daarnaast won ze ook een Directors Guild of America Award.
In november 2014 werd Michelle MacLaren bekendgemaakt als de regisseur voor de superheldenfilm Wonder Woman (2017). Op 13 april 2015 stapte MacLaren vanwege een "artistiek meningsverschil" op. Twee dagen later werd Jenkins in dienst genomen om de film te regisseren.

## Prijzen en nominaties
Emmy Award
2011 – Outstanding Directing for a Drama Series: The Killing (aflevering "Pilot") (genomineerd)
Directors Guild of America Award
2012 – Outstanding Directorial Achievement in Dramatic Series: The Killing (aflevering "Pilot") (gewonnen)
2012 – Outstanding Directorial Achievement in Movies for Television/Mini-Series: Five (genomineerd)

## Filmografie

### Film
| Jaar | Titel        | Regisseur | Scenariste |
| ---- | ------------ | --------- | ---------- |
| 2003 | Monster      |           |            |
| 2017 | Wonder Woman |           |            |

### Televisie
| Jaar      | Titel                | Aflevering(en)                    |
| --------- | -------------------- | --------------------------------- |
| 2004      | Arrested Development | The One Where They Build a House  |
| 2006      | Entourage            | The Release, Crash and Burn       |
| 2011      | Five (tv-film)       | Segment: Pearl                    |
| 2011–2012 | The Killing          | Pilot, What I Know                |
| 2013      | Betrayal             | Pilot                             |
| 2015      | Exposed (tv-film)    |                                   |
| 2019      | I Am the Night       | Pilot, Phenomenon of Interference |